# 土佐一条氏
土佐一条氏（とさ いちじょうし）は、戦国時代に土佐国に土着した公家・一条家の庶流。戦国時代のうちに長宗我部氏により滅ぼされたが、明治に入って一条公爵家の分家として再興され、華族の男爵位を与えられた。本姓は藤原氏。家紋は「一条藤」。

## 概要
戦国時代に土佐国に定着した公家・一条家の一流である。応仁2年（1468年）に前関白・一条教房が土佐国人大平氏らの援助で家領幡多荘中村に下向したのを端緒とし、初代の一条房家より房冬、房基、兼定、内政の5代にわたり続いた。当初は家領の回復に追われていたが、細川氏の守護領国制が崩壊した後には、その破格の家格を活用して国人間の紛争の調停などを行って勢力を拡大した。房基の代には東の高岡郡南部も手中に収め、豊後国の大友氏と連携して伊予国南部へ侵入する勢いを示した。
地方に「在国」しながら、公家として高い官位を有しつつ、土佐国最南端部に位置する幡多郡及び高岡郡（高知県西部）を支配した「地域権力」だった。
「戦国公家大名」として語られることもあるが、このような概念は極めて曖昧な概念で、一条氏が武家化した存在であったとしても、戦国大名とはいえないとも論じられる。
また、一条教房をはじめ、土佐一条氏が代々土佐の国司をつとめたという説があり、『足利季世記』では土佐一条氏を三国司家の一つに数えているが、確かな史料からは土佐一条氏が国司を務めたことは証明できない。
戦国時代にも一条宗家との関係は常に保たれており、養子縁組が結ばれたり、宗家当主が後見役などを務めている。このことから、土佐一条氏の歴代当主の官階は正二位や従三位と非常に高く、五摂家の血筋という貴種性も領地を治めるのに大きな役割を果たしていた。土佐国の主要七国人（「土佐七雄」）の盟主的地位にあった。
やがて、伸長した長宗我部氏によって、当主・一条内政が追放され、事実上滅ぼされた。
明治時代に入って、一条宗家により一条実基を当主とする土佐一条家の再興が行われ、一条公爵家の分家として男爵家に列しているが、子はなかった。

## 歴史

### 成立
応仁2年（1468年）9月､教房は避難先の奈良から､家領荘園の土佐国幡多荘に下向する。幡多荘は鎌倉時代以降、一条氏が経営してきた荘園であり、その安定と強化を目的とするための下向である。つまり避難するために下向したのではなく、荘園の強化を目的とした積極的な下向であったといえる。教房は幡多郡を中心とした国人領主たちからの支持を得ることに成功し、文明年間には拠点として「中村館」を置き、以後「中村御所」と称された。また、教房とともに公家や武士、職人なども幡多荘に下向するなど、中村繁栄の基礎を築いた。

### 戦国時代
土佐で誕生した初代・房家（教房の次男）は京都に戻らずに幡多荘の在地領主となり、中村御所を拠点に中村に京都さながらの街を築き上げ、永正13年（1516年）12月には上洛して、権大納言に昇進をしている。房家の代に土佐一条氏は土佐守護を兼ねていた管領の細川氏と土佐を二分する勢力 となり、公家としての権威を維持したまま土佐に勢力を持つ勢力として存在感を高めた。嫡男・房冬の正室に伏見宮邦高親王の娘、側室には大内義興の娘を迎え、更に娘を伊予国の西園寺公宣に嫁がせるなど、公武の有力者との婚姻を通じて土佐一条氏の安定を図っている。また、房家の次男房通は大叔父の冬良の婿養子となって関白に昇進している。
永正4年（1507年）の永正の錯乱により、細川氏が中央に引き上げてその影響が消えると、土佐国は「土佐七雄」と呼ばれる七国人が割拠する状態となった。土佐一条氏はその上位に立ち、盟主的存在を担った。
土佐七雄一覧 （『長元物語』より。1貫 = 1～2石）
- 土佐一条氏 - 土佐国司。七雄にとって盟主的存在。幡多郡 16,000貫

1. 本山氏 - 長岡郡 5,000貫
2. 吉良氏 - 吾川郡 5,000貫
3. 安芸氏 - 安芸郡 5,000貫
4. 津野氏 - 高岡郡 5,000貫
5. 香宗我部氏 - 香美郡 4,000貫
6. 大平氏 - 高岡郡 4,000貫
7. 長宗我部氏 - 長岡郡 3,000貫

この他、『土佐物語』には山田氏、片岡氏を加えた9氏が有力豪族として記載されている。
永正5年（1508年）に長宗我部兼序が本山氏らにより討たれた際、房家はその遺児の千雄丸（国親）を保護し、その再興を助けたとされている。
2代・房冬以後は、公家よりも周辺の有力大名との婚姻を重視するようになり、房冬の嫡男の房基は大友義鑑の娘を妻として生まれた阿喜多を伊東義益に嫁がせ、房基の嫡男・兼定も最初は宇都宮豊綱の娘、続いて大友義鎮の娘を妻として近隣諸国との同盟関係の強化に努めている。房冬は父の死から2年後の天文10年11月6日に病没した。
3代・房基は、天文11年（1542年）に謀反した津野基高（房家の婿）を攻め、天文15年（1546年）には津野氏を降伏させた。同じ頃に大平氏の本拠地であった蓮池城を奪い、高岡郡一帯を支配下に収めた。また、伊予南部への進出を図るなど勢威を拡大した。天文18年（1549年）4月、自害したとされるが、暗殺された可能性もあると指摘されている。
7歳で家督を継いだ4代・兼定（房基の嫡男）は、父である房基が死去すると､兼定は一条房通の猶子となって上洛する。土佐への下向は弘治2年（1556年）から弘治3年（1557年）の間である。長宗我部元親（国親の子）が幡多に侵攻してきたときに一条氏の家臣は先を争って元親の軍門に降り、兼定は豊後国へ退去した。これについては、元親と京都一条内基の協議、あるいは一条内基の了承により、元親が兼定を追放したとされている。
天正3年（1575年）、兼定は伯父・岳父である大友宗麟の支援の下、復権を図って土佐に攻め込んだが、天正3年（1575年）の四万十川の戦いで長宗我部軍に敗れて没落した。後に兼定は伊予宇和島沖の戸島に隠棲した。もっとも、兼定はその後も伊予や土佐に残る親一条氏勢力との連携を図るなど、天正13年（1585年）の急死まで再起を図っていたという。
兼定の隠居後に家督を継いだ5代・内政（兼定の嫡男）は、長宗我部元親により形式的な土佐国主となった。これにより元親が土佐国内に実効支配を行ったとされるが（御所体制論）、この御所体制という概念の存在を疑問視する指摘もある。その後、長宗我部家臣波川玄蕃の謀叛に加担したという疑いをかけられ伊予に追放されてしまう。
内政の追放後に家督を継いだ6代・政親（内政の子）は、外祖父・元親の家臣久礼田定祐に養育されたことから「久礼田御所」と称された。戸次川合戦の後に摂津守に任官しているが、長宗我部氏滅亡後は京都あるいは大和国に退去したといわれ、その後の消息は不明である。土佐一条氏はここに一度絶えることとなる。

### 再興
明治時代に入り、公爵一条実輝の長男実基は、すでに一条公爵家に九条公爵家より養嗣子が入っていた関係で一条公爵家を継げなくなっていたため、絶家していた土佐一条家を再興する形で分家することになった。明治35年（1902年）2月に一条実輝公爵、九条道孝公爵、近衛篤麿公爵が連名で「一条実基授爵願書」を宮内省に提出し、九条道孝の弟忠善が鶴殿家、久我建通の四男通城が北畠家を再興して各人男爵に叙された先例にならい、土佐一条家を再興する実基にも叙爵があるよう請願した。この請願は同月26日に裁可を受け、3月10日付けで実基は男爵に叙された。
土佐一条男爵家の邸宅は東京市麻布区新龍土町にあった。

## 小京都中村

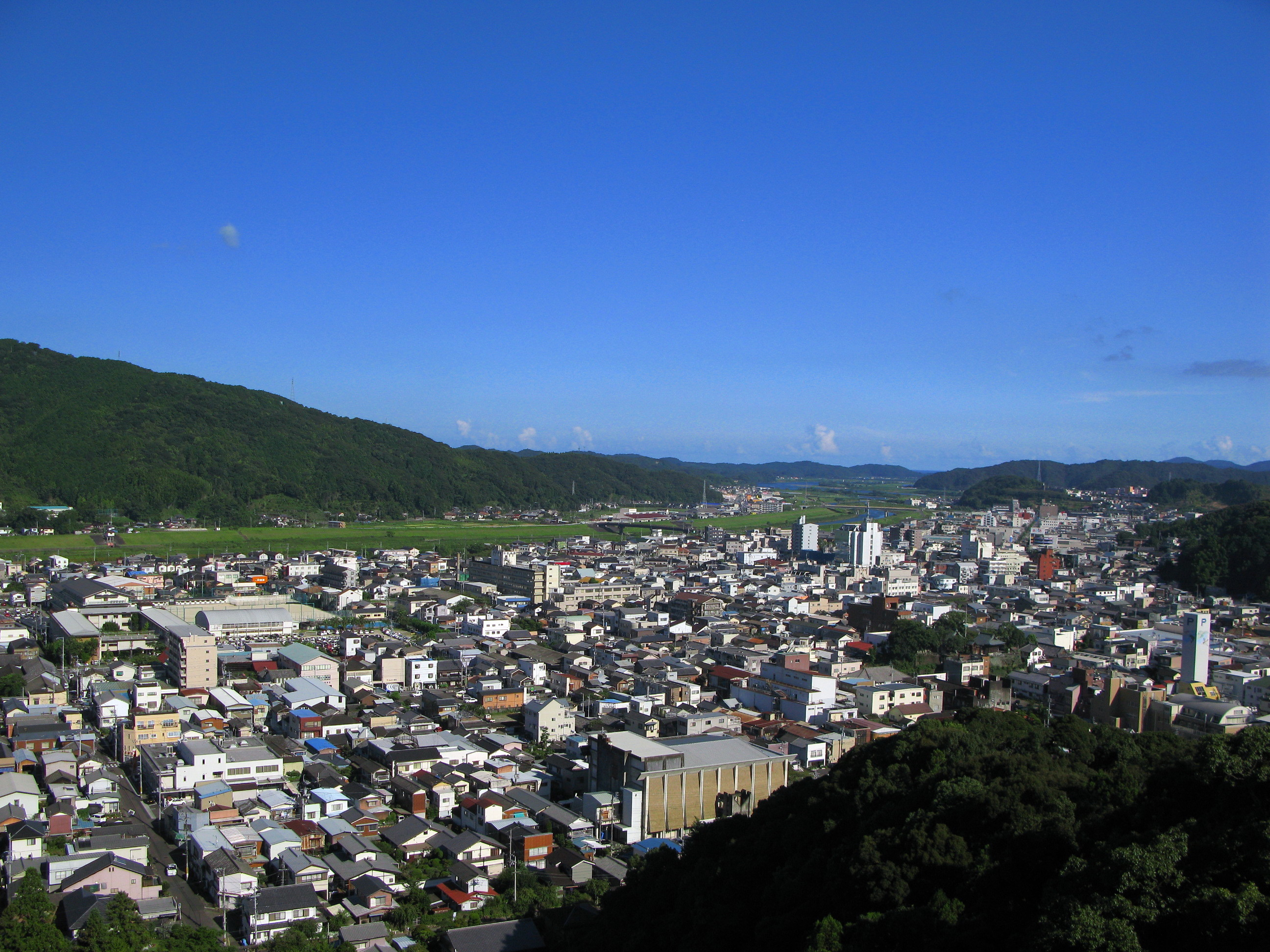
中村の町並み（中村城より）

土佐一条氏時代の中村は、「土佐の京都」や「小京都」と称されている。中村の古い町並み自体は、1946年（昭和21年）の南海地震で被災してほとんど残っていないが、依然として多くの名残りが見られる（以下『中村市史』より）。
- 東、北、西の三方を山で囲まれ、南が開けている。
- 四万十川を桂川、支流の後川を鴨川に見立てている（後川上流に鴨川という地名がある）。
- 後川の東に沿って連なる山脈には東山の面影がある（地名も東山）。
- 北方の石見寺山は比叡山に見立てられ、中腹に延暦寺を模して石身寺が建てられた。
- 碁盤の目状に町が区画されている。
- 多くの寺社が勧進・建立されている。

### 寺社

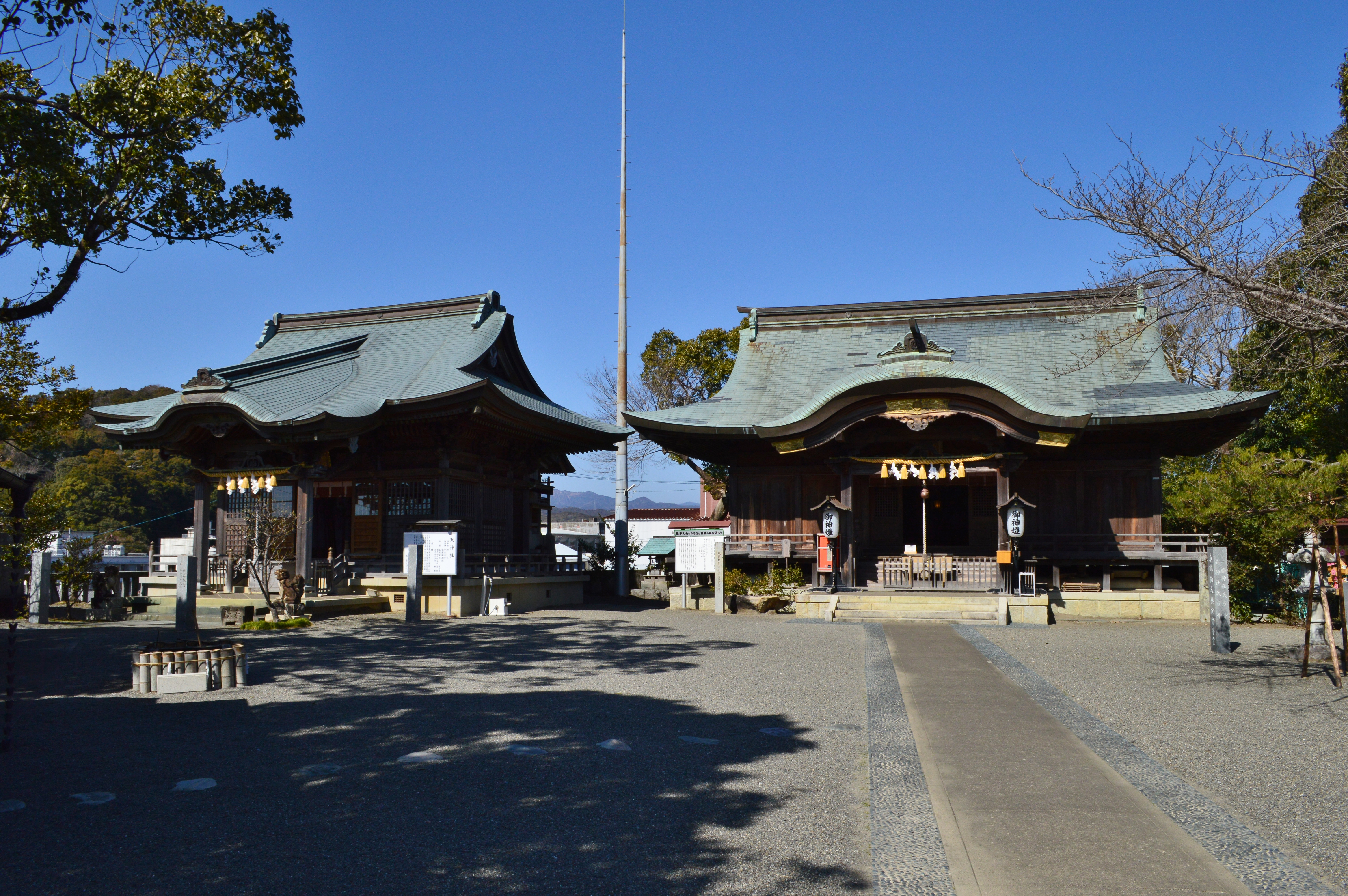
一條神社

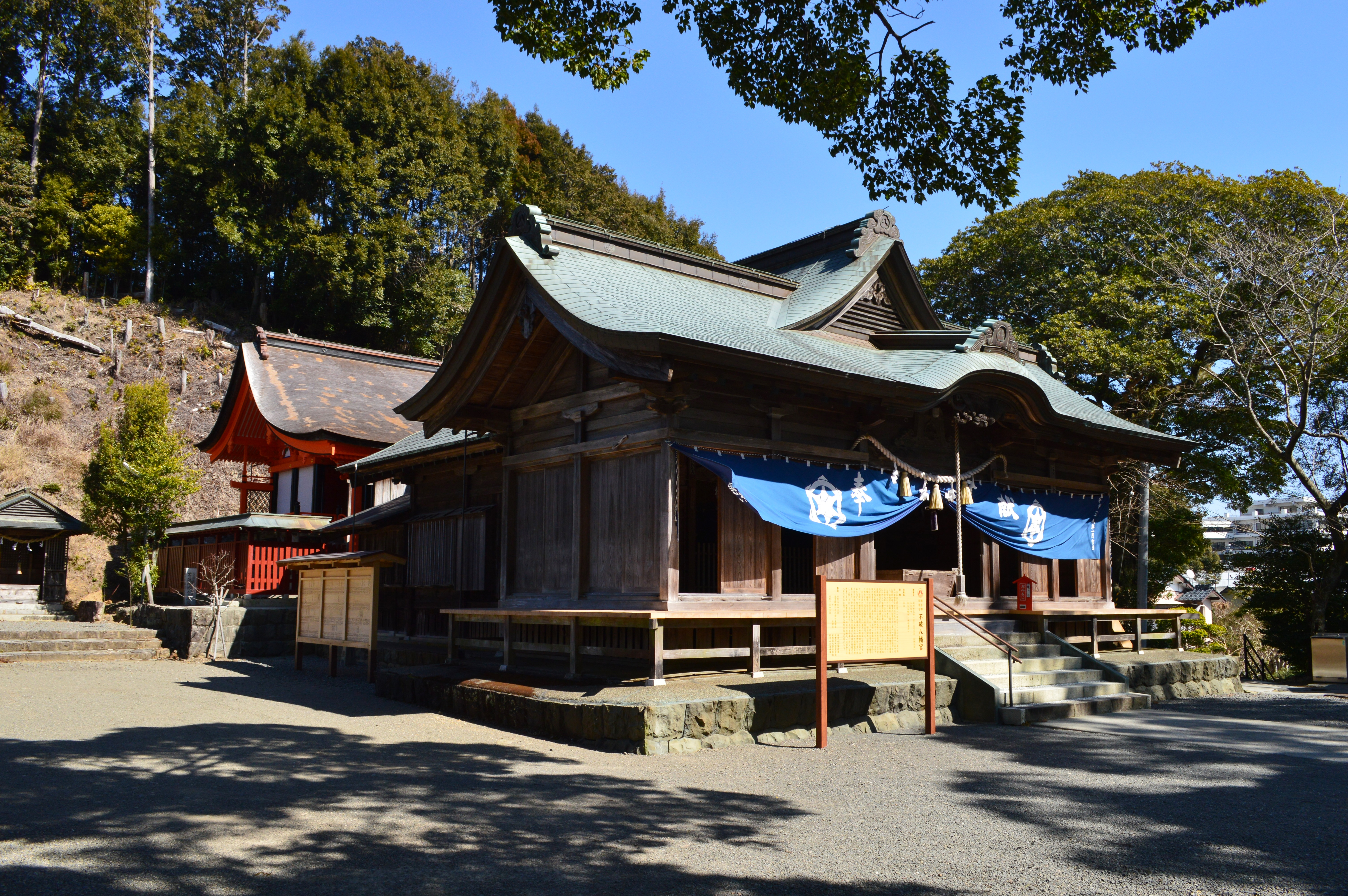
不破八幡宮

- 一條神社 - 中村御所跡に建つ。土佐一条氏祖神・歴代当主を祀る。
- 不破八幡宮 - 一条氏の守り神として、教房により石清水八幡宮から勧請。

### 城
- 中村城跡（為松公園） - 中村市街地西方に立つ。家老の為松氏により築城。

### 祭り
- 藤祭り - 教房の中村入府を再現して公家行列が行われる。

## 対外交易
土佐一条氏はその地理的条件を生かして、海上交通や対外貿易にも関与したと考えられている。戦前から戦後にかけて、野村晋域・山本大らによって一時唱えられていた土佐一条氏の勘合貿易への関与説は、下村效の研究によって否定されたものの、天文6年（1537年）に本願寺証如が房冬の「唐船」造営に協力した経緯が証如の『天文日記』 に記されており、琉球や朝鮮との私貿易が行われていた可能性が高く、更に勘合貿易以外の交易路を用いた明との貿易や東南アジア方面との貿易の可能性も指摘されている。対外貿易に積極的であった大内氏や大友氏、伊東氏との婚姻も内外との貿易路の確保としての側面があったとする見方もある。一条氏は直接的な軍事力こそ多く擁していなかったものの、交易などをはじめとする領内の在地領主層の利益を擁護して国人・土豪からの支持を得ることによって勢力を維持・拡大するための軍事力を確保することになる。

## 歴代当主
1. 一条房家 - 正二位、権大納言。
2. 一条房冬 - 正二位、左近衛大将。
3. 一条房基 - 従三位、右近衛中将、非参議。
4. 一条兼定 - 従三位、権中納言。
5. 一条内政 - 従四位下、左近衛中将。
6. 一条政親 - 従四位下、右衛門佐、摂津守。

## 家臣
御一門
- 東小路氏
  - 東小路教行（一条教行）
  - 渡辺教忠（東小路教忠）
- 西小路氏
  - 西小路兼頼（一条兼頼）
- 入江氏
  - 入江左近
- 飛鳥井氏
  - 飛鳥井雅量
- 白河氏

御一門・家老
- 土居今城氏
  - 土居宗珊（一条家忠）
  - 土居家通（土居今城通興）

家老格
- 敷地氏
  - 敷地藤安
- 源氏
  - 源康政

三家老
- 為松氏
  - 為松若狭守
- 羽生氏
  - 羽生監物
- 安並氏
  - 安並和泉守

また、以下の氏族は「仁井田五人衆」と呼ばれた。
- 窪川氏
  - 窪川俊光
- 志和氏
- 西氏
- 西原氏
- 福良氏（東氏）

その他氏族出身家臣
- 一円但馬守
- 加久見左衛門
- 小島政章
- 立石正賀
- 依岡左京進

その他の公家出身の家臣
- 白川王忠富
- 町顕郷
- 堀河康弘
- 中御門松寿丸
- 持明院基孝
- 一条兼朝
- 白川王兼親
- 白川王富親
- 平松資澄
- 町経富
- 町顕基
- 町顕量
- 町顕秀
- 町経光
- 町顕古
- 町冬頼（町冬顕）
- 中御門為叙
- 中御門経弘
- 中御門経守
- 中御門河内守
- 飛鳥井雅貴
- 飛鳥井関内
- 飛鳥井雅春
- 冷泉院白川

この他に「一条殿衆」と呼ばれる53人の家臣団があったとされる（『土佐物語』）。